# Tatarkan Kokojty
Tatarkan Kokojty (ur. 17 marca 1908 w Maskutykom (południowa Osetia), zm. 3 kwietnia 1980 we Władykaukazie) – osetyjski kompozytor, skrzypek, librecista i aktor teatralny. 
Studia w konserwatoriach: Tyfliskim i Moskiewskim.

## Kompozycje
- Symfonia Osetyjska nr 1 - 1949
- Symfonia nr 2 - 1970
- Fantazja koncertowa Azau, na fortepian i orkiestrę - 1950
- Koncert skrzypcowy - 1950
- Nart Sosłan (pol. Rycerz Sosłan), opera - 1970